# 广场圣母堂 (阿马尔菲)
广场圣母堂（Chiesa di Santa Maria a Piazza）是一座罗马天主教教堂，位于意大利坎帕尼亚大区市镇阿马尔菲。它建于中世纪（11-12世纪），规模不大，由渔民和水手兄弟会管理。它位于主教座堂广场与海港之间，这个古老的海上共和国中世纪城市的海上入口. <ref> "Amalfi today", on the site [http : //www.alenapoli.org/perle/mam001_lista.htm ALENAPOLI]. </ ref>。其所在的区域在中世纪为鞋匠和渔民区域，其旧名Santa Maria de Sandala源自于繁荣的中世纪鞋匠行会。